# Слоёный пирог (фильм)
«Слоёный пирог» или «Бутерброд» (также «Мозаика») (пол. Przekładaniec) — фантастическая комедия Анджея Вайды, снятая по сценарию Станислава Лема, который является переработкой его пьесы 1955 года «Существуете ли вы, мистер Джонс?» Вышла 17 марта 1968 года. Сценарий был опубликован в журнале «Ekran» в том же году и авторском сборнике Лема «Бессонница» 1971 года. В 1989 году режиссёр Пётр Штейн снял по сценарию фильм «Бутерброд» (СССР).

## Сюжет
Автогонщик Ричард Фокс (Джонс в сценарии) во время ралли по катастрофической случайности съезжает с трассы и сбивает собственного брата Тома. Пытаясь спасти хоть кого-то из братьев, хирург трансплантирует некоторые из уцелевших органов (а именно 48,5 % тела) Тома в организм Ричарда. В итоге Ричард приобретает некоторые черты брата.
На него обрушиваются судебные дела. Страховая компания отказывается выплатить страховку за умершего Тома, так как, мол, Том не совсем умер. Жена Тома требует, чтобы Фокс либо признал себя Ричардом и отдал ей страховку за Тома, либо признал себя Томом и вернулся к ней и детям. Фокс в панике бежит к адвокату, но тот ничего не может сделать.
На следующем ралли у Фокса опять происходит авария во время виража. На этот раз он сбивает свою невестку, ещё двух женщин и собаку. И снова хирург трансплантирует в Фокса часть органов других жертв и даже собаки. В результате Фокс становится похож по образу мышления на женщину и пытается укусить своего психиатра.
Наконец, после третьего ралли Фокс снова приходит к адвокату. Адвокат хочет сказать ему, что не успел ничего сделать, но тут выясняется, что это не Фокс, а его штурман. Их автомобиль снова попал в катастрофу, но на этот раз выжил штурман — благодаря трансплантации в его тело органов Фокса.

## В ролях
| Актёр              | Роль                                |
| ------------------ | ----------------------------------- |
| Богумил Кобеля     | Ричард Фокс                         |
| Рышард Филипский   | адвокат                             |
| Анна Пруцналь      | жена Тома Фокса                     |
| Ежи Зельник        | доктор Бартон                       |
| Пётр Высоцки       | доктор Бенглоу, психоаналитик Фокса |
| Тадеуш Плюциньский | пастор                              |
| Марек Кобела       | Том Фокс                            |
| Герард Вилк        | страховой агент                     |
| Niebiesko-Czarni   | камео                               |

## Переводы сценария
В русском переводе Евгения Вайсброта сценарий впервые издан в 1972 году.